# کمپس کریک، نیو ساوت ولز
کمپس کریک (به انگلیسی: Kemps Creek) یک حومه شهر در استرالیا است که در نیو ساوت ولز واقع شده‌است.